# Afrixalus aureus
Afrixalus aureus é uma espécie de anfíbio anuros da família Hyperoliidae. É considerada espécie pouco preocupante pela Lista Vermelha da UICN. Está presente em Essuatíni.